# Clinocera cummingi
Clinocera cummingi är en tvåvingeart som beskrevs av Sinclair 2008. Clinocera cummingi ingår i släktet Clinocera och familjen dansflugor. Inga underarter finns listade i Catalogue of Life.